# Каликин, Иван Иванович
Иван Иванович Каликин (1884, Галич — 1941, там же) — русский советский живописец и график.

## Биография

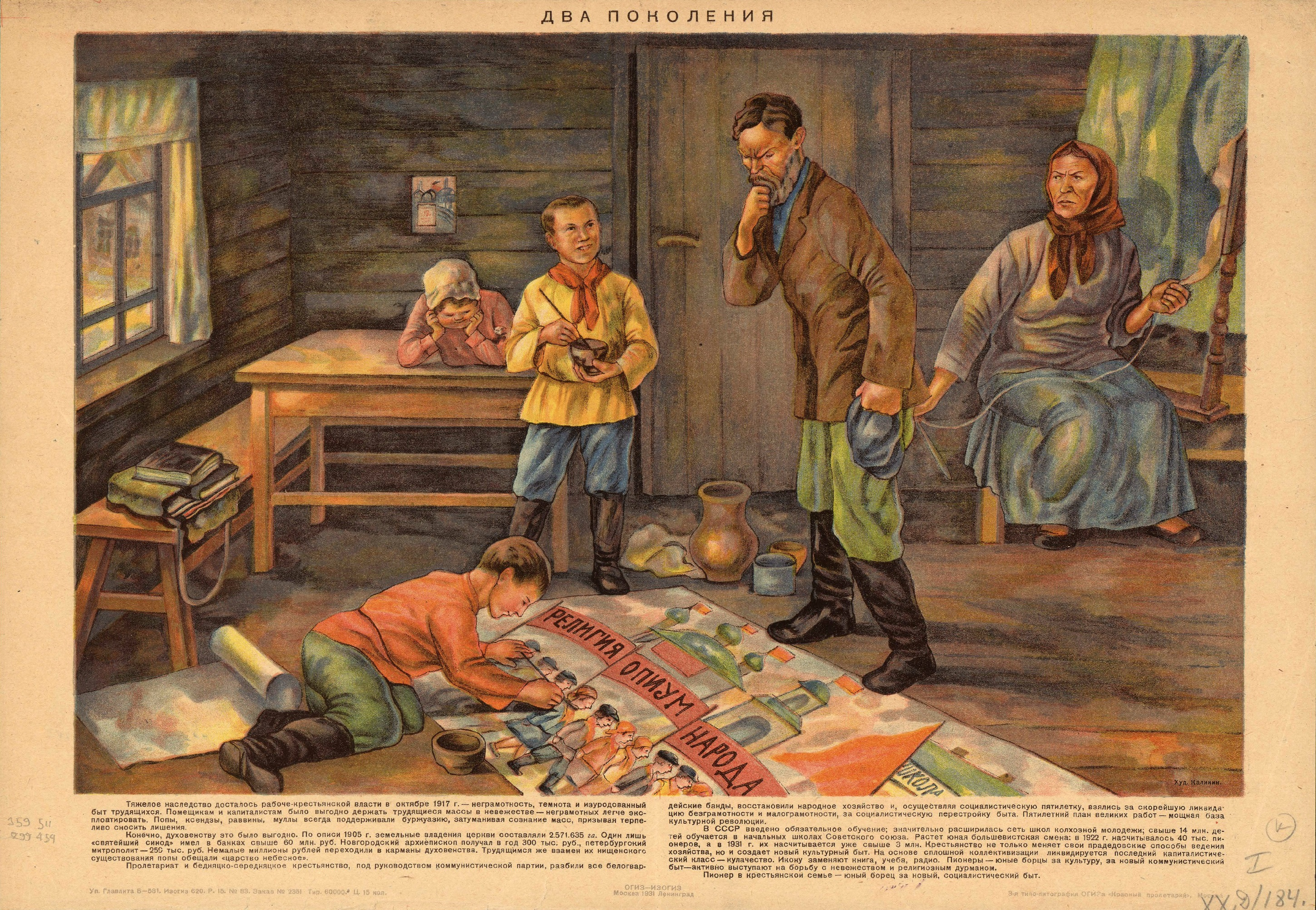
Лубок «Два поколения», 1931

Иван Каликин родился 10 (22) сентября 1884 года в деревне Шокша Костромской губернии (ныне в составе города Галич). Учился в Костромском реальном училище, где начал увлекаться живописью. В 1909—1912 годах учился в художественном высшем училище при Академии художеств у профессора Я. Ф. Циглинского. После окончания училища вернулся в Галич, работал самостоятельно. С 1919 года работал учителем рисования в школах первой и второй ступени, затем в школах-семилетках.
В 1926 году участвовал в художественной выставке в Государственном музее изящных искусств в Москве. Работы «Рыбаки», «Жатва», «Праздник в деревне» были отмечены в центральной прессе. Принимал участие в выставке 1926 года в Ленинграде в Академии художеств. В 1920—1930-х годах рисовал карикатуры для журналов «Крокодил», «Чудак», «Лапоть» и других. В 1926 году в организованным «Крокодилом» конкурсе рисунков получил первый приз за серию «Провинция». Эта серия работ была опубликована в журнале с сатирическими надписями поэта Лебедева-Кумача. Иван Каликин написал ряд пейзажей Галича. Его картины «Первый снег» (1906), «Сумерки» (1906), «Сбор ополчения на борьбу с поляками в 1609 году», «Осаждение Галича монголо-татарами в 1238 году», хранящиеся в Галичском краеведческом музее. Он также автор картин «Праздник в деревне» (1924), «Рыбаки» (1924), «Убийство селькора» (1926), «Лекция в доме крестьянина», «Ядовитая плесень» (1930-е) и других.
Последние годы жизни работал преподавателем изобразительного искусства в педагогическом училище. Скончался в Галиче 2 ноября 1941 года.